# サントッレ・ディ・サンタローザ
サントッレ・アンニバーレ・フィリッポ・デロッシ(イタリア語: Santorre Annibale Filippo Derossi、1783年10月18日 - 1825年5月8日)は、イタリアのイタリア統一運動時代の政治家、革命家、愛国者、軍人およびギリシャ独立戦争に参戦した軍人である。イタリア統一運動の初期にあたるピエモンテ革命で主導的な役割を果たした。一般的にサントッレ・ディ・サンタローザと略され、イタリア及びギリシャで活躍したことからピエモンテとギリシャの英雄として知られる。

## 生涯

### 軍人として

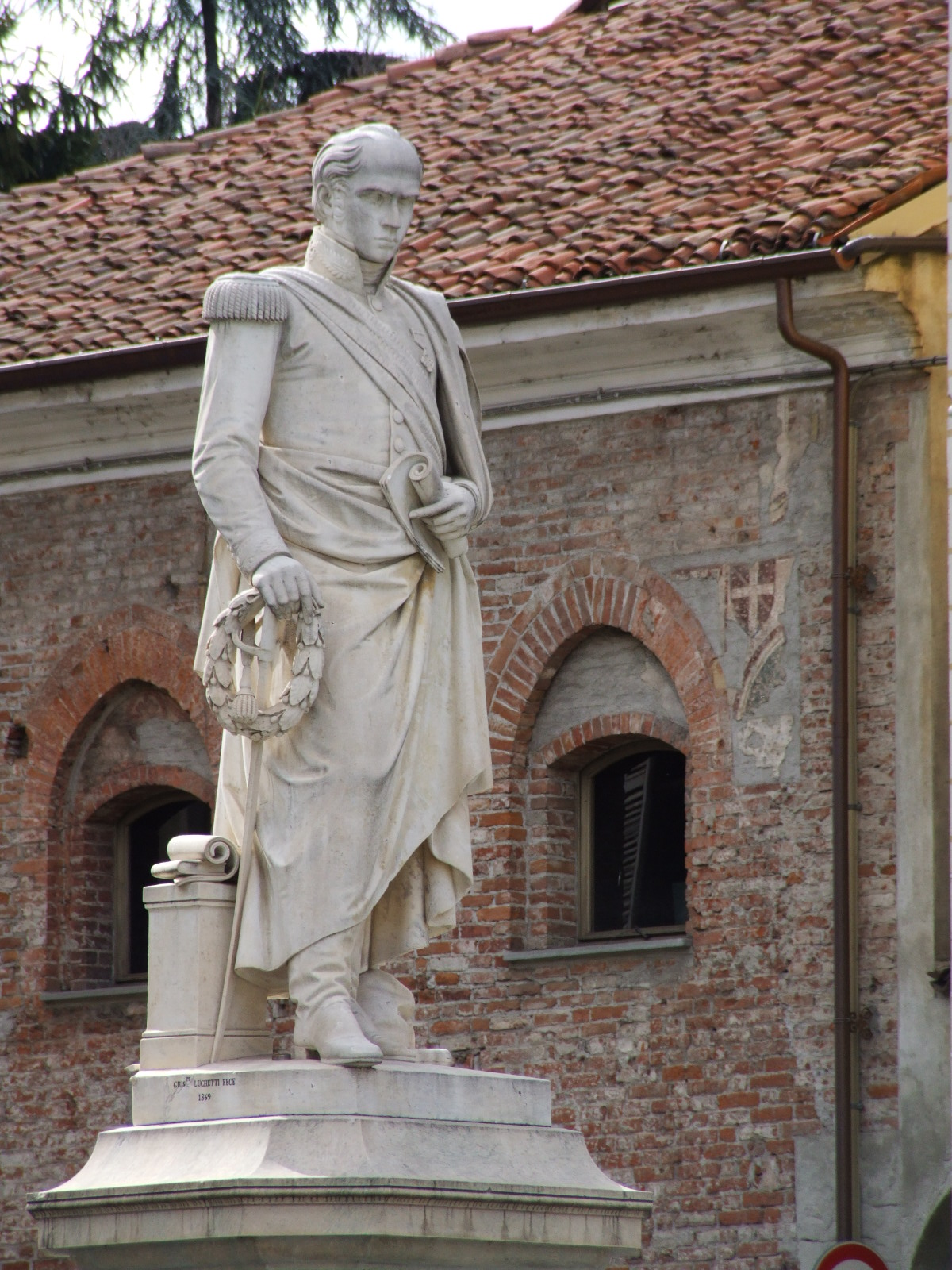
サヴィリアーノのサントッレ・ディ・サンタローザ像

サントッレ・ディ・サンタローザは1783年10月18日、ピエモンテの貴族の家に生まれた。父親はサルデーニャ王国軍の兵士であり、ナポレオン体制下ではナポレオン・ボナパルトに仕えていた。その影響から軍人を志すが最初は政界に入り、1807年、24歳のサントッレは若くして故郷サヴィリアーノの市長となった。1812年にはサヴィリアーノ市長を辞任したが、1814年にはサルデーニャ王国にとってより重要な都市であるラ・スペツィアの副知事となった。
サヴォイア王政復古後は政界を引退、軍人としての地位を得てヴィットーリオ・エマヌエーレ1世の近衛連隊の手榴弾部隊長を任された。いくつかの小規模な戦闘で指揮官として武勲を上げた後は徴兵検査の検査官として陸軍で活躍し、1820年には聖マウリッツィオ・ラザロ勲章を授与された。
しかしその一方で秘密結社カルボナリと接触して絶対君主制を否定し立憲主義を掲げるようになり、同じく革命を望む開明貴族やブルジョワジー、商人や上級市民と交流を持つようになった。これ以降はサルデーニャ王国軍に服属しながらも、革命を志向するようになる。

### 革命家として

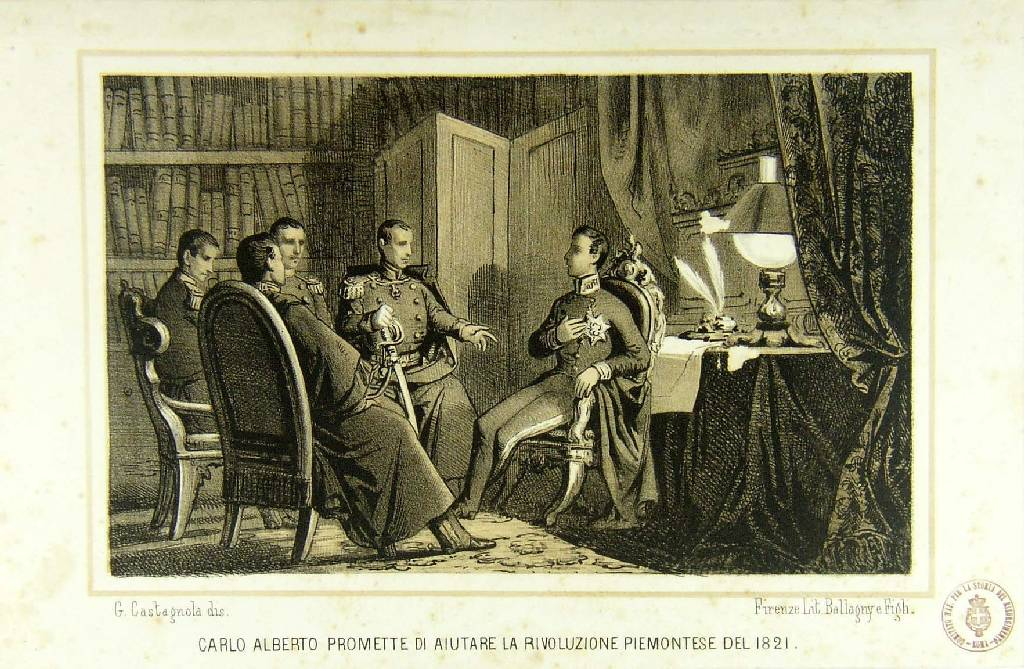
蜂起を持ちかけるカルロ・アルベルトとの密談

1821年1月、立憲を求める学生がトリノ大学で警察と衝突する事件が発生する。学生に多くの負傷者を出したこの事件は当局の強引さを白日の下に曝し民衆の反感を買ったが、その一方で殆どの王族や貴族は憲法を否定し警察を擁護した。そんな中、王族では唯一カルロ・アルベルトのみが学生との連帯を示し、負傷した学生を見舞った。このような背景があり、カルロ・アルベルトは王位継承権を持っていた事も相まって立憲革命の象徴としての役割を担い始めていた。
3月6日の深夜、サントッレ・ディ・サンタローザは王の幕僚であったカルロ・ディ・サンマルツァーノ、ジャチント・プロヴァナやグリエルモ・グリバルディ・モッファとともにカルロ・アルベルトのもとを訪ねた。そして軍隊が立憲を求めて決起する計画があることを打ち明け、王族であるカルロ・アルベルトにはその先頭に立って民衆を導くよう説得した。カルロ・アルベルトはこれを受け入れ、ピエモンテ革命に王族の支持を取り付ける事に成功した。なお、この密談を主導したのはサントッレ・ディ・サンタローザである。

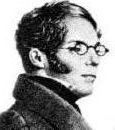
若き頃のサントッレ・ディ・サンタローザ

密談以後、サントッレ・ディ・サンタローザは革命に協力的な政治家であるアメデオ・ラヴィーナやカルロ・アルベルトとの密会を繰り返し、決起の正確な日付や順序を計画立てた。しかしカルロ・アルベルトは穏健派チェザーレ・バルボに早まらぬよう忠言され、次第に態度を曖昧にしていく。そしてカルロ・アルベルトは最終的に決起への協力を断るが、時すでに遅く3月9日には中都市アレッサンドリアのサルデーニャ王国軍駐留部隊がグリエルモ・アンサルディに率いられて憲法制定を求めて決起を始めてしまっていた。この反乱は数日でトリノに広がりヴィットーリオ・エマヌエーレ1世は退位、代わってカルロ・フェリーチェが王位に就くも外遊中でトリノにいなかったため実質的な王権はカルロ・アルベルトが握り、彼が組織した臨時政府の下でサントッレ・ディ・サンタローザは臨時の戦争大臣に任命された。
ただし、新王カルロ・フェリーチェはヴィットーリオ・エマヌエーレ1世を凌ぐ保守的な王として知られ、当然革命を許容しなかった。カルロ・アルベルトも3月21日には王からの圧力を受けノノヴァーラに逃れている。この結果、王族から裏切られたサントッレ・ディ・サンタローザ含む革命政府は反逆者の烙印を押された。一方ノヴァーラには王に忠実な兵士が集結しヴィットーリオ・アメデオ・サリーエ・デ・ラ＝トゥール将軍が指揮官として革命政府の鎮圧命令を受けていた。さらには革命政府から宣戦布告を受けていた反革命主義を鮮明にするオーストリア帝国が正式にフェリーチェの要請を受けて革命鎮圧に乗り出す。こうして革命政府は四面楚歌の状態となり、サントッレ・ディ・サンタローザは当初こそ徹底抗戦の姿勢を示してロンバルディアに進軍してオーストリア帝国軍を迎え撃つことを考えたが、ロンバルディア貴族フェデリーコ・コンファロニエリからはそれを思いとどまるよう忠言が届いたためそれを断念。結果、革命政府は殆ど無抵抗のまま解体されてしまい、サントッレ・ディ・サンタローザは4月9日にはジェノヴァに逃れた。

### ギリシャ独立戦争

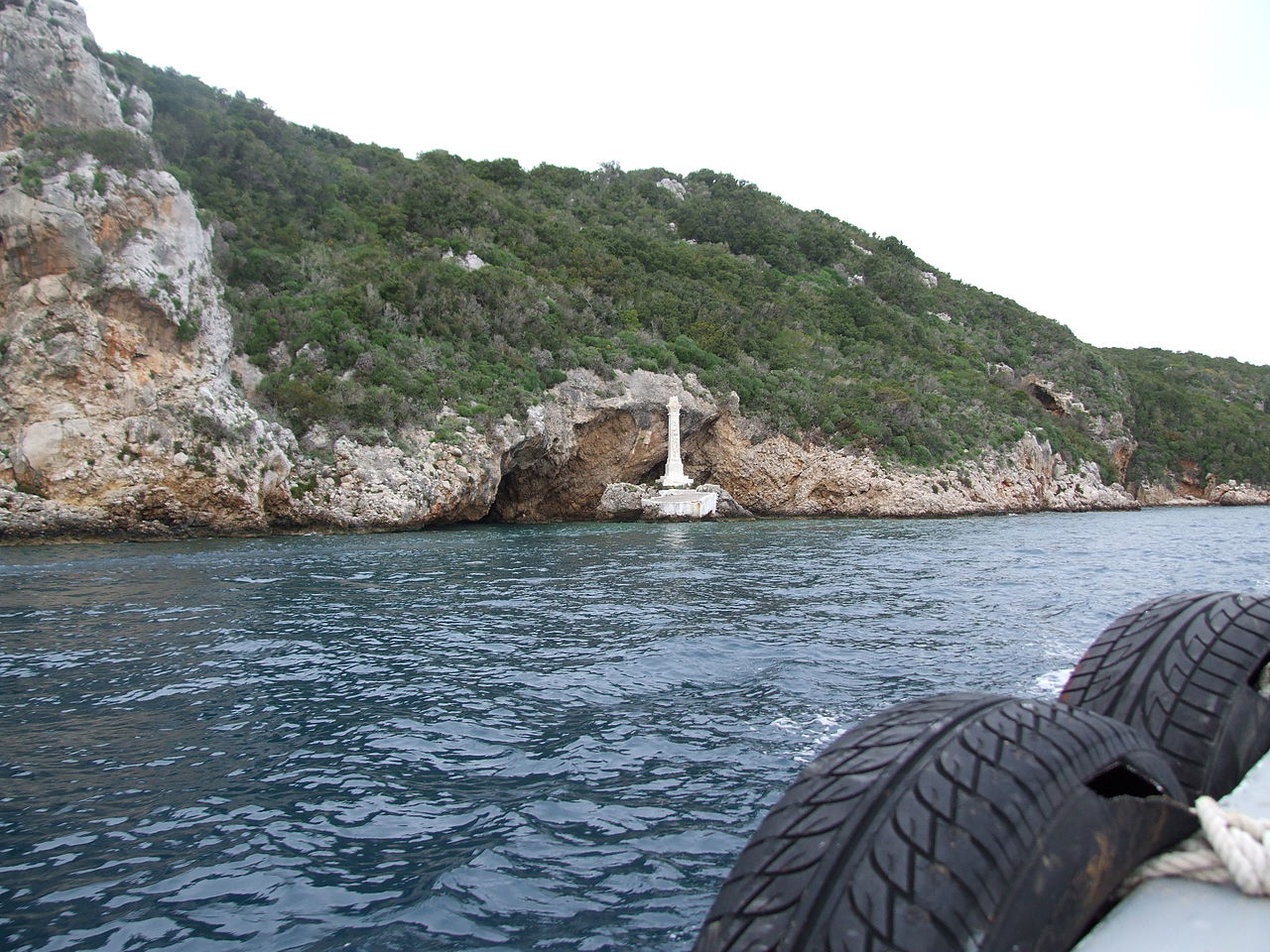
スファクテリアのサントッレ・ディ・サンタローザの記念碑

サントッレ・ディ・サンタローザは今回のピエモンテ革命の首謀者ともいえる存在であり、失敗した以上逮捕されれば死刑は免れなかった。そのことからマルセイユやリヨンを経由してスイスに亡命し、ジュネーヴでは他の亡命したイタリア人愛国者ルイージ・オルナートやフェルディナンド・ダル・ポッツォと交流を持った。
その後、ローザンヌ、パリを経由してロンドンへの移り住んだ。ロンドンではジョバンニ・ベルシェやウーゴ・フォスコロ、ジャチント・プロヴァナなどイタリア人愛国者との交流を維持し、革命への熱意を絶やさなかった。また、フランスに滞在していた間にはピエモンテ革命を叙事的に記した『ピエモンテ革命』(『La révolution piémontaise』)を出版。これがフランス文学者の目に留まり、特にヴィクトル・クザンとの友好関係を築いてこれは生涯途絶える事が無かった。
しかし1824年になると、オーストリア帝国に支配されるイタリア同様にオスマン帝国という大国の支配下にあったギリシャで独立機運が高まり、暫定政権が樹立されるなどしていた。サントッレ・ディ・サンタローザはそれに共鳴し、安全なイングランドを捨ててギリシャに渡る。そしてギリシャ軍に入隊して1825年には増援部隊100名の指揮官として1825年スファクテリアの戦いに参戦し、何らかの形でそこで戦場に散った。

## 死後
サントッレ・ディ・サンタローザの死は新聞を通じてギリシャ中に伝えられ、イタリア人でありながらギリシャのために戦った英雄としてその名が知れ渡った。そして敬意を表し、戦死したスファクテリアにある洞窟近くには彼の記念碑が建立された。
また、イタリアでも彼の死は大いに哀しまれた。愛国者・文学者として知られるジョビータ・スカルビーニには自身の作品の中で彼の活躍をたたえている。